# Nicholas Ray
Nicholas Ray, właśc. Raymond Nicholas Kienzle (ur. 7 sierpnia 1911 w Galesville w stanie Wisconsin, zm. 16 czerwca 1979 w Nowym Jorku) – amerykański reżyser i scenarzysta filmowy.

## Życiorys
Nicholas Ray, zanim zaczął tworzyć filmy, studiował architekturę. Nominowany do nagrody Oscara jako twórca kultowego dramatu Buntownik bez powodu (Rebel Without a Cause, 1955) z Jamesem Deanem i Natalie Wood oraz jednej z wielu hollywoodzkich adaptacji Nowego Testamentu – zwracającego uwagę realizacyjnym rozmachem i swobodnym traktowaniem tradycyjnych wątków filmu Król królów (King of Kings, 1961) z Jeffreyem Hunterem w roli Jezusa z Nazaretu.
Jako pierwszy poruszył w kinie problem buntującej się młodzieży i ukazał jego podłoże psychologiczno-społeczne. Zwrócił uwagę na dysfunkcjonalność wielu amerykańskich rodzin i wyraził swój pogląd na to, co tak naprawdę powinni zapewnić i przekazywać swoim dzieciom rodzice.
Był członkiem jury na festiwalach filmowych: w Berlinie (1961) i dwukrotnie w San Sebastian (1964 i 1974).

## Życie prywatne
Był czterokrotnie żonaty – w latach trzydziestych z Jean Evans, następnie z aktorką i tancerką Betty Utey oraz późniejszą twórczynią eseju The Autobiography of Nicholas Ray Susan Schwartz, oraz z aktorką Glorią Grahame od 1 czerwca 1948 do 14 sierpnia 1952. Ze związków tych zrodzono mu trójkę dzieci: syna Anthony'ego (który to następnie poślubił macochę Glorię Grahame, co zszokowało opinię publiczną) oraz dwie córki, Nicę i Julie. Pomimo licznych związków z kobietami, był osobą biseksualną.

## Filmografia

### Reżyser
- Oni żyją w nocy (1948)
- Pukać do każdych drzwi (1949)
- Roseanna McCoy (1949)
- Tajemnica kobiety (1949)
- Pustka (1950)
- Zła od urodzenia (1950)
- Latający marynarze (1951)
- Niebezpieczne terytorium (1951)
- Makao (1952)
- Nieokiełznani (1952)
- Johnny Guitar (1954)
- Buntownik bez powodu (1955)
- Gorąca krew (1955)
- Większe od życia (1956)
- Gorzkie zwycięstwo (1957)
- Prawdziwa historia Jesse Jamesa (1957)
- Party Girl (1958)
- Dzikie niewiniątka (1960)
- Król królów (1961)
- 55 dni w Pekinie (1963)
- Nie możemy wrócić do domu (1973)
- Świeże marzenia (1974)
- Błyskawica nad wodą (1980)